# Равлик гарний
Равлик гарний (Faustina faustina (Rossmässler, 1835)) — вид наземних молюсків класу Черевоногих (Gastropoda) підкласу легеневих (Pulmonata) родини справжніх равликів (Helicidae).

## Опис черепашки
У дорослих особин висота черепашки коливається переважно в діапазоні від 8 до 12 мм, а її ширина (діаметр) — від 15 до 23 мм. Має близько 5 обертів. Черепашка значно сплощена, низько-конічної форми. Пупок широкий, перспективний, зрідка — майже перспективний. Поверхня черепашки дуже блискуча, нерівномірно радіально покреслена. Черепашка від світло-жовтої до темно-каштанової, найчастіше з однією темною спіральною смугою на периферії, зрідка — без неї. У смугастих черепашок загальний фон нижньої частини черепашки часто темніший за верхню.

## Розповсюдження
Карпатський вид, який часто зустрічається також на рівнинній частині заходу України. На сході досягає Вінницької області.

## Екологія
Лісовий вид.